# Parentalia
Parentalia, též parentatio či dies parentales „dny předků“ byl ve starověkém římské náboženství svátek, který se konal 13. až 21. února na uctění předků – manů. Mezi další svátky spojené s kultem zemřelých patřily květnové Lemurie a Rosalie, a prosincové Larentalie.
Během svátku se konaly soukromé obřady v domácnostech, byly uzavřeny chrámy, nesmělo se uzavírat manželství a úředníci nemohli nosit insignie svého úřadu. Veřejný obřad prováděli pouze vestálky, a to prvního dne svátku. 21. února se slavil svátek Feralia, při kterém byly prováděny veřejné obřady a nosilo se zemřelým jídlo na hrob, zpravidla víno, mléko, med, ovoce, olej a krev obětovaných zvířat. Po tomto dni následovaly Caristie, slavnost k uctění lares familiaris a projev dobrých rodinných vztahů.